# Ниновское сельское поселение
Ни́новское се́льское поселе́ние — упразднённое муниципальное образование в Новооскольском районе Белгородской области.
Административный центр — село Ниновка.
19 апреля 2018 года упразднено при преобразовании Новооскольского района в Новооскольский городской округ.

## История
Ниновское сельское поселение образовано 20 декабря 2004 года в соответствии с Законом Белгородской области № 159.

## Население
| 2010  | 2011  | 2012  | 2013  | 2014  | 2015  | 2016  |
| ----- | ----- | ----- | ----- | ----- | ----- | ----- |
| 2963  | ↘2951 | ↘2887 | ↗2904 | ↗2911 | ↗2930 | ↘2900 |
| 2017  | 2018  |       |       |       |       |       |
| ↘2868 | ↘2830 |       |       |       |       |       |

## Состав сельского поселения
| № | Населённый пункт | Тип населённого пункта       | Население |
| - | ---------------- | ---------------------------- | --------- |
| 1 | Козловский       | посёлок                      | ↘9        |
| 2 | Косицино         | село                         | ↘164      |
| 3 | Ниновка          | село, административный центр | ↗959      |
| 4 | Песчанка         | село                         | ↘357      |
| 5 | Подольхи         | хутор                        | ↗264      |
| 6 | Прибрежный       | посёлок                      | ↘1168     |
| 7 | Пустынка         | хутор                        | ↘8        |
| 8 | Фироновка        | хутор                        | ↘34       |